# Бодолика, Вячеслав Георгиевич
Вячеслав Георгиевич Бодолика (род. 18 июня 1977, Унгены, Молдавия) — российский композитор, певец, актёр, продюсер, экс-участник группы «Премьер-министр», представлявшей в 2002 году Россию на международном фестивале «Евровидение», автор песен для российских и европейских исполнителей.

## Детство
Родился в музыкальной семье: отец Георгий Федорович Бодолика (1949—2010) — народный артист Молдавии, мама Жанна Петровна Бодолика — преподаватель музыкальной школы по классу аккордеон.
Окончил музыкальную школу по классу скрипки, также играл в футбол, стал чемпионом Молдавии, но из-за серьёзной травмы ноги был вынужден уйти из спорта.

## Карьера
С отличием окончил Николаевское музыкальное училище по двум специальностям — скрипке и эстрадно-джазовому вокалу. Первую музыкальную группу создал в музыкальном училище.
В Николаеве познакомился с композитором Кимом Брейтбургом, по его приглашению переехал в Москву и стал солистом группы «Премьер-министр», продюсируемой Евгением Фридляндом. Автор музыки многих песен коллектива («Атомное чувство любовь», «Наташка», «Ая-яй», «Не надо прощаться», «Кто тебе меня заменит?», «Искорки» и др.).
В 2005 году после расторжения контракта с Фридляндом стал фактическим продюсером группы. Коллектив стал называться «Группа ПМ», так как бывший продюсер не дал разрешение на использование старого названия и набрал под него другой состав.
Как продюсер также выпустил в 2009 году альбом своего отца, получивший название «Familia Bodolica №1».
В 2014 году ушёл из группы. С тех пор занимается преимущественно продюсерской и композиторской деятельностью, автор многих песен для звёзд отечественного шоу-бизнеса, таких как Алла Пугачева, Филипп Киркоров, Николай Басков, Лайма Вайкуле, Диана Гурцкая, Аврам Руссо, Стас Пьеха, Анжелика Варум, Леонид Агутин, Ирина Аллегрова, Ирина Дубцова, Лариса Долина, Валерий Меладзе, Альбина Джанабаева, группа INIMA, Marianna Mira, МОНЭ', Алсу, Emin, Сосо Павлиашвили, Александр Маршал, Стас Михайлов, Александр Панайотов, Жасмин, Ани Лорак, Зара, Юлия Началова и др.
В настоящее время является продюсером группы INIMA и певицы Marianna Mira.

## Личная жизнь
Вячеслав Бодолика женат на Марии Якубовской, которая по совместительству является соавтором многих его песен. Дочь Николь. От первого брака у Вячеслава Бодолика — сын Мартин (р. 2001).

## Дискография

### Премьер-министр
- 1999 — «Грязные танцы»
- 2001 — «Поход на восток»
- 2001 — «All-Inclusive / Всё Включено»
- 2002 — «Девочка с севера»
- 2003 — «Пятый океан»
- 2003 — «Песни, клипы за 5 лет»
- 2004 — «Особо важные персоны»
- 2005 — «Премьер-министр в России»

### Группа ПМ
- 2010 — «Не надо прощаться»

2010 — Звёздочка (Борис Моисеев и Бодолика)

## Клипы

### Премьер-министр
- 1998 — «Атомное чувство любовь»
- 1999 — «Горе не беда»
- 1999 — «Воры-разговоры»
- 2000 — «Кто тебе меня заменит?»
- 2000 — «Иду ко дну»
- 2001 — «Восточная»
- 2001 — «Украинская»
- 2001 — «Дорогая»
- 2002 — «Два бриллианта»
- 2002 — «Northern girl»(«Девочка с севера»)
- 2002 — «Мама»
- 2003 — «Простая арифметика»
- 2004 — «Наташка»
- 2004 — «Два билета в лето»
- 2005 — «Подойди»
- 2006 — «Не надо прощаться»

### Группа ПМ
- 2006 — «Пионерская»
- 2008 — «La Mia Musica»
- 2008 — «Давай попробуем вернуть»
- 2009 — «К Элизе»

### Сольные
- 2013 — «Фиеста»

## Фильмография
- 2004 — «Звёздный дождь» — камео
- 2004 — 2006 — «Моя прекрасная няня» — камео
- 2006 — «Здрасьте, я ваше папо» — эпизод
- 2006 — 2007 — «Мечты Алисы»